# Свети Георги (Пролеша)
„Свети Георги Победоносец“ е българска православна църква в софийското село Пролеша.

## История
Храмът е разположен в центъра на селото. Построен е върху основи на по-стара църква в 1919 – 1922 година с доброволен труд на жителите на селото и помощ от Софийската митрополия.
Иконостасът е дело на дебърски майстори от рода Филипови – Иван Филипов (1834 — 1919) и сина му Филип Иванов (1875 — 1940). Според изкуствоведката Мариела Стойкова част от пролешанските икони вероятно са дело на дебърски майстори.
Оградата и водопроводът на храма са изградени по-късно.
След Деветосептемврийския преврат в 1944 година и установяването на атеистичния комунистически режим в България, църквата престава да бъде поддържана. Управата на местното трудово кооперативно стопанство се опитва да я вземе за обор, но населението на селото не позволява.
В 1988 година местни жители започват с дарения възстановяването на храма, който е тържествено осветен на Свети Дух в 1991 година.